# بلیکر ۹۶۹۳
سیارک ۹۶۹۳ (به انگلیسی: 9693 Bleeker، نامگذاری:6547P-L) نه هزار و ششصد و نود و سومین سیارک کشف شده‌است که در ۲۴ سپتامبر ۱۹۶۰ کشف شد.
قدر مطلق سیارک برابر ۱۴٫۲۰ است.